# Валтер Модел
Валтер Модел (на немски: Otto Moritz Walter Model) е германски фелдмаршал, военачалник във Втората световна война, командващ група армии и оглавил защитата на линия „Зигфрид“ (1944), награден с Железен кръст и Рицарски кръст с дъбови листа, мечове и диаманти. Познат с прозвището „Пожарникарят на Хитлер“.
Също като Адолф Хитлер презира пруската военна каста. Първи от всички военачалници на Вермахта засвидетелства верността си към фюрера след атентата 20 юли 1944 година в телеграма, изпратена от Източния фронт. Грубият, искрен и арогантен Модел се ползвал с привилегии пред Хитлер, с които се славели малцина. Той не изпълнявал някои заповеди, действал и след това искал разрешение, позволявал си да казва гласно някои истини.
Когато поема командването на група армии „Б“ от генерал Гюнтер фон Клуге, той казва на Хитлер, че войната във Франция е загубена. Много висши офицери са уволнявани.
Модел имал богат боен опит. Преди да поеме командването на войските в Битката за Нормандия през 1944 година, е служил в Полша и е ръководил 3-та танкова дивизия в Съветския съюз. През април 1945 година, след като е обкръжен в Рурския чувал, разрешава на войниците в поверената му армия да решат дали да се предадат или да останат да се сражават.
Презирайки начина, по който фелдмаршал Фридрих Паулус се предава но руснаците след Битката при Сталинград, той заявява: „Фелдмаршалите не се предават, те или воюват, или умират“.
Самоубива се на 21 април 1945 година.

## Дати на повишение в ранг
- 2-ри Лейтенант, пехота – 22 август 1910 г.
- 1-ви Лейтенант – 25 февруари 1915 г.
- Капитан – март 1918 г.
- Майор – 1929 г.
- Подполковник – 1932
- Полковник – 1 октомври 1934 г.
- Генерал-майор – 1 март 1939 г.
- Генерал-лейтенант – 1 април 1940 г.
- Генерал на танковите войски – 1 октомври 1941 г.
- Генерал-полковник – 28 февруари 1942 г.
- Фелдмаршал – 1 март 1944 г.